# Грут-Айленд (аэропорт)
Аэропорт Грут-Айленд (англ. Groote Eylandt Airport) — небольшой региональный аэропорт, расположенный к северу от коммуны Ангаругу на острове Грут-Айленд в заливе Карпентария, Северная территория, Австралия. Аэропорт управляется компанией «Groote Eylandt Mining Company».

## Технические данные
Взлетно-посадочная полоса 10/28 (1901 х 30 м) с асфальтовым покрытием располагается на высоте 16 метров над уровнем моря.